# Frederik Moltke (officer)
 Der er flere personer med dette navn, se Frederik Moltke (flertydig).
Frederik Josias Valdemar Otto greve Moltke (10. april 1877 i København – 13. august 1939) var en dansk officer, halvbror til Carl Moltke og til Hans Rosenkrantz.
Moltke var søn af fhv. østrigsk major, kammerherre, greve Adam greve Moltke (1828-1913) og Magda født komtesse Raben-Levetzau (1846-1920). Han blev student fra Østersøgades Gymnasium 1896, sekondløjtnant 1900, premierløjtnant 1901, forsat til Gardehusarregimentet samme år og afgik 1919 fra Hæren som ritmester, hvilket han var blevet 1913. Hans særlige interesse var ballonsport, hvorom han skrev i Militært Tidsskrift 1910 og 1912. Moltke blev 1915 stillet til rådighed for Hærens Tekniske Korps for anskaffelse af ballonmateriel, og 1910 blev han ballonfører. Moltke blev Ridder af Dannebrog 1912 og Dannebrogsmand 1918. Han bar en del udenlandske ordener.
Moltke var også medstifter af og medlem af bestyrelsen for Dansk Adelsforbund, stifter af A/S Dansk Ilt- og Brintfabrik og medlem af bankrådet for Folkebanken for København og Frederiksberg.
Han blev gift 8. juni 1905 på Holsteinborg med Eleonora "Mimi" Holstein-Holsteinborg (14. juni 1883 i København – 8. april 1954), datter af lensgreve, hofjægermester Frederik Conrad Christian Christopher Holstein (1856-1924) og Ellen Elisabeth født Lindholm.